# Centrocestus
Centrocestus ist eine Gattung der Saugwürmer. Die Vertreter sind Parasiten des Dünndarms bei Vögeln und Säugetieren, einige Arten befallen auch den Menschen. Diagnostisches Merkmal sind der einfache Mundsaugnapf und zwei Dornenkränze am Vorderende. Diese finden sich auch bei der Gattung Ascocotyle, allerdings ist hier zusätzlich ein konischer muskulöser Anhang ausgebildet. Alle Vertreter haben als ersten Zwischenwirt Vorderkiemerschnecken, als zweiten Fische.

## Arten
Nach Chai (2013) sollten von den zahlreichen, der Gattung zugeordneten Arten nur noch sechs Vertreter hier eingeordnet werden:
- Centrocestus armatus
- Centrocestus asadai
- Centrocestus cuspidatus
- Centrocestus formosanus
- Centrocestus kurokawai
- Centrocestus polyspinosus